# Schlöglhof

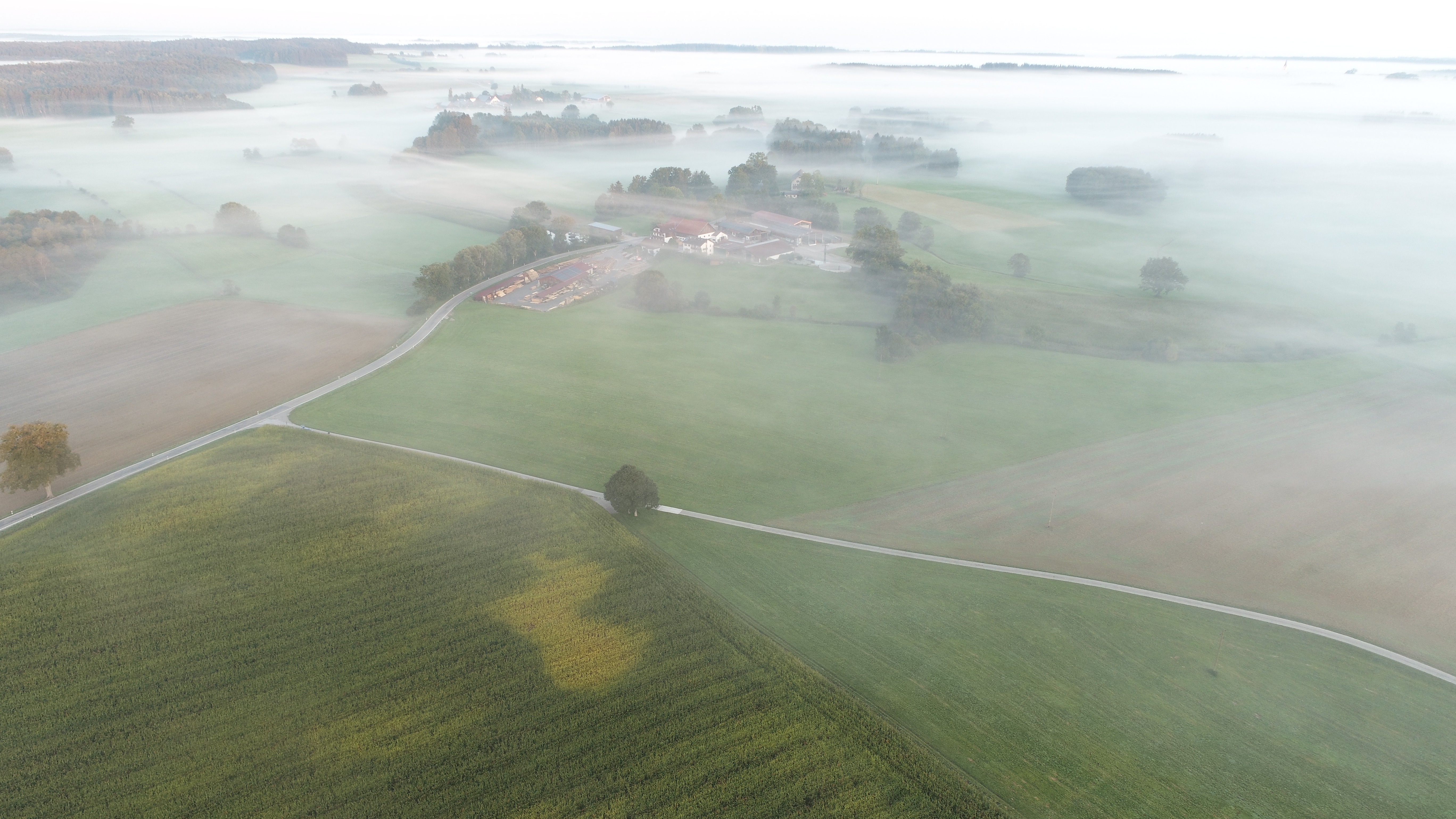
Blickrichtung Westen

Schlöglhof ist ein Weiler in der Marktgemeinde Dießen am Ammersee im oberbayerischen Landkreis Landsberg am Lech.

## Geschichte
Erstmals erwähnt wird Schlöglhof 1580 als Schlögl am Weyer.
Seit dem 29. Oktober 1743 ist der Weiler im Besitz der Familie Wegele. Im Jahr 1873 übernahm Nepomuk Wegele das Anwesen, von dem auch der Name „beim Muck“ entstand. Heute ist der Schlöglhof dreigeteilt: Er besteht aus zwei landwirtschaftlichen Betrieben und einem Sägewerk. Die Einwohnerzahl beträgt 25 (2009).

## Sägewerk
- 1838: Das Sägewerk wird von Nikolaus Wegele erbaut.

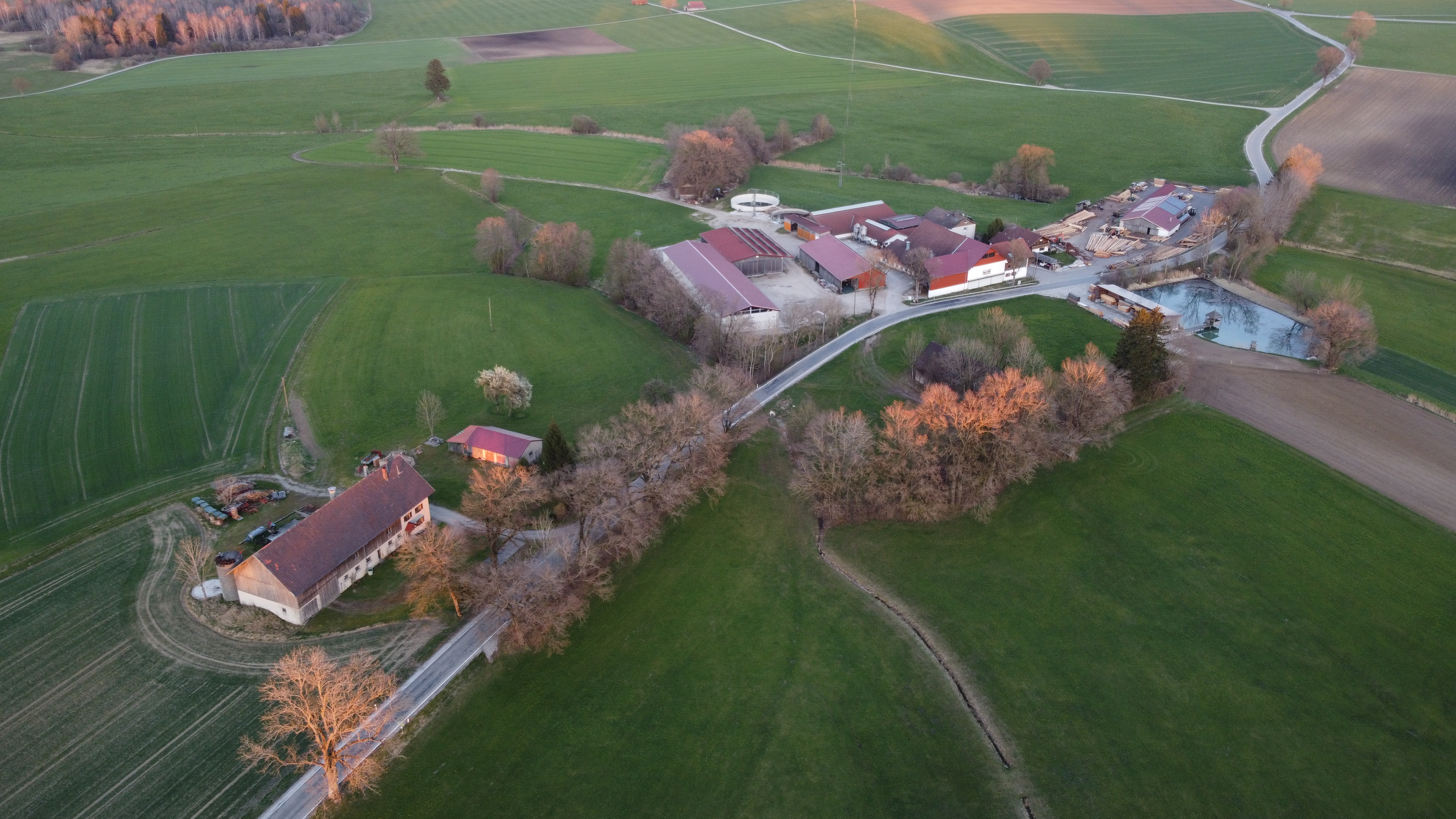
Luftbild der Höfe, Richtung Osten

- Luftbild der Höfe, Richtung Osten1893: Das erste Gatter wird eingebaut.
- 1912: Das erste Vollgatter wird in Betrieb genommen.
- 1921: Der heute noch bestehende Stauweiher wird gebaut.
- 1968: Neuerrichtung des Sägewerkes. Seit diesem Zeitpunkt wird es mit Strom betrieben.
- 1996: Vergrößerung und Modernisierung des Sägewerkes.
- 1999: Inbetriebnahme einer Vakuumtrockenanlage und einer Entrindungsmaschine.
- 2000: Bau einer neuen Halle.
- 2002: Kauf einer Vierseitenhobelmaschine.
- 2004: Kauf eines Wurzelreduzierers.
- 2006: Bau einer neuen Halle.
- 2009: Kauf einer Vierseitenhobelmaschine.